# Psallomimus
Psallomimus is een geslacht van wantsen uit de familie van de Miridae (Blindwantsen). Het geslacht werd voor het eerst wetenschappelijk beschreven door Wagner in 1951.

## Soorten
Het genus bevat de volgende soorten:

- Psallomimus iokaste (Linnavuori, 1993)
- Psallomimus lateralis (Poppius, 1914)
- Psallomimus nigricornis (Linnavuori & Van Harten, 2001)
- Psallomimus ornatus (Linnavuori, 1975)
- Psallomimus solani (Odhiambo, 1958)
- Psallomimus tihama (Linnavuori & Al-Safadi, 1993)